# Ungerska viner

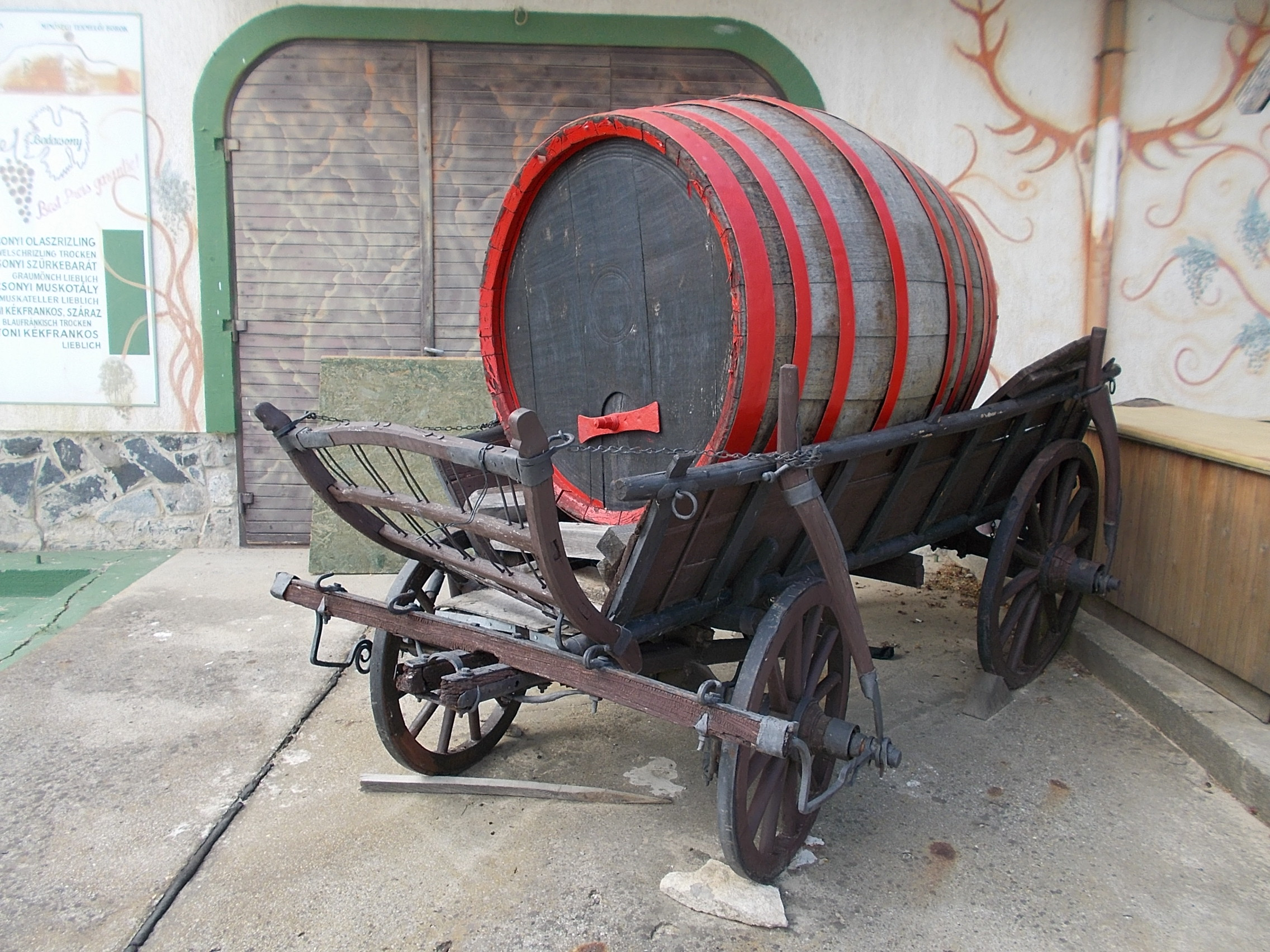
Vintunna i byn Egregy vid Balatonsjön, västra Ungern.

Ungerskt vin (ungerska: magyar bor) är viner från Ungern. År 2005 var 98 000 hektar planterat med vin och 2018 var arealen nere på 65 000 hektar Det mest kända vindistriktet är Tokaj-Hegyalja, och vinerna därifrån (tokaji) kallas på svenska ofta tokajer. Den vinstil som Tokaj är känd för är söta vita viner på ädelröteangripna druvor. Även det röda Egri bikavér, tjurblodet från Eger, är ett välkänt ungerskt vin.

## Historia

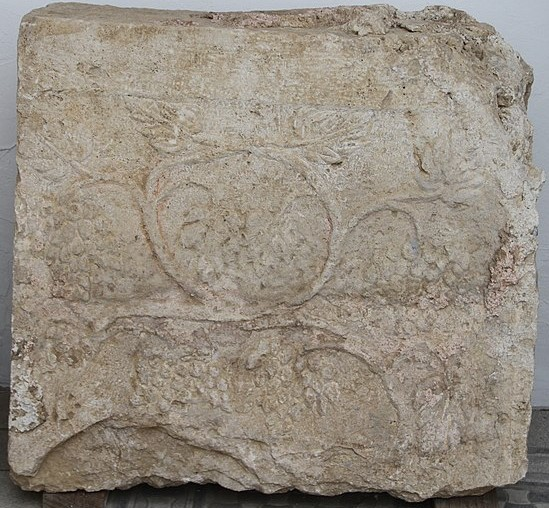
Romersk gravsten med vinmotiv/druvor. Aquincum ca år 100 e.Kr.

Som så ofta i Europa kan vinodlingen spåras tillbaka till romarna även i Ungern. Ungern hette Pannonia under Romarrikets tid och Óbuda/Buda (Västra Budapest) hette Aquincum. Donau utgjorde Romarrikets yttre gräns, limes. Till Pannonien hörde också det som idag är Norra Serbien (Vojvodina) och där planterade kejsar Probus vin under sin tid. Runt Balatonsjön planterades också en del under romersk tid för där är jordmånen bra för vin och sjön har en balanserande effekt på det lokala klimatet.
Enligt en teori härstammar ungrarna från hunnerna och en del menar att Attila tog med sig vinstockar från Centralasien på 400-talet. Enligt legenden skall Karl den Store (742–814) ha uttalat sig positivt om "avarernas vin" och gett order om att han skulle ha en sändning hem till Frankerriket.
En mer accepterad teori är att de nomadiska ungrarna, magyarerna, anlände i slutet av 800-talet och att de snart blev bofasta längs bl.a. floden Tisza och att de odlade vin där. De nyligen ankomna ungrarna kom snabbt att kontrollera Transsylvanien och den centrala slätten i nuvarande Ungern. Arkeologiskt kan det påvisas en övergång från lagring och transport i skinnsäckar, till användning av keramikkärl. Från 900-talet finns fynd som visar att magyarerna använde keramik till lagring av vin.
Den förste ungerske ledare som låter tala om sig är Árpád (ca. 845–907) och hans barnbarns barn, Géza, inledde kristnandet av landet 972. Detta innebar att benediktinerorden kom att etablera sig i Pannonhalma och med dem kom mer kunskaper om vinodling och nya druvsorter. Gezas kristne son Stefan I (ca. 975–1038) kröns till kung av påven Silvester II runt sekelskiftet år 1000. Riket organiserades och administrerades då ordentligt. Efter hans död rådde en tid av kaos och oordning. Men ordningen återupprättades strax av Béla den förste.
År 1241 efter slaget vid Muhi ödelades Ungern av mongolerna, men kungen Béla IV (r.1235–1270) undkom. Några välbefästa städer och kloster klarar sig också, bland annat benediktinklostret i Pannonhalma. När mongolerna retirerat återvände Béla IV för återuppbygga landet och han gjorde det med besked. Han räknas idag som landets "andra landsfader". Han bjöd in hantverkare, mest tyskar, att bosätta sig i städerna för han ansåg att "vanliga ungrare endast kunde jordbruk och vinodling". Nu fick Ungern en tysk, italiensk och judisk borgarklass i de befästa städerna och utrikeshandeln ökade. De rumänska undersåtarna i Transsylvanien var uteslutande bönder och adeln var ungrare. Det var under kung Bela IV som vitikulturen etablerades i stor skala, särskilt gäller det regionen Tokaj.
Den berömde ungerske kungen Matthias Corvinus (1440–1490) skall ha sagt att "alla människor borde ha tillgång till vin och vinodlarna skall hedras".
Under den osmanska eran (som inleddes efter Mohács 1526) utsattes vinodlingen för svårigheter och tunga pålagor/skatter. När osmanerna väl fördrivits i slutet av 1600-talet under ledning av Eugen av Savojen och efter Freden i Karlowitz 1699, ersattes den osmanska/turkiska befolkningen successivt med tysk invandring från främst Schwaben. Under Maria Teresias långa styre (1740–1780) moderniserades vinsektorn med tyskt kunnande. Under denna tid hörde även bl.a. Banatet och Timishoara, samt norra Serbien till det Habsburgska imperiet.
1875 anlände vinlusen till Ungern och ödelade i princip hela näringen. Ungern löste problemet och gjorde som alla andra. De ympade europeiska sorter på motståndskraftiga amerikanska rotstockar. Men de planterade också på sandjordar på slätten, en jordmån mindre gästvänlig gentemot vinlusen. Ledande i arbetet mot vinlusen var Zsigmond Teleki (1854–1910) som grundade en plantskola i Villány. Teleki tog bl.a. fram den resistenta grundstammen Kober 5 BB. Denna rotstock används fortfarande idag 2024. En annan framstående ungrare värd att nämnas var János Mathiász (1838–1921). Mathiász var Ungerns första person att förädla druvor och en sort han tog fram är Muskat Madame Mathiász som idag är en bordsdruva.
Före Trianonfördraget 1920 hade Ungern en vinareal på 250 000 hektar. I och med slutet på Första världskriget förlorade Ungern 72 % av sin yta.
I februari 1945 tågade Röda armén in i Budapest och en lång period av planekonomi, fokus på kvantitet och industriell vinproduktion tog sin början. Kollektivisering av jordbruket inleddes 1948, men på grund av motstånd från bönderna var processen inte slutförd förrän 1961. Vid denna tid var fortfarande 40 % av befolkningen sysselsatt inom jordbruk. 1961 var det endast 6,5 % av dessa som arbetade på egen ägd mark när kollektiviseringen väl var genomförd.
År 1989 hade Ungern 30 stora statliga vinföretag och ca. 50 vinkooperativ. Efter 1990 har stora utländska investeringar gjorts och produktionen är inriktad på kvalitet. År 2019 räknades vinföretagen till över 10 000. De flesta förvisso mycket små familjeföretag med endast begränsad gårdshandel och mellan 3 till 6 hektar odling. 2000 företag var något större (upp till 15 hektar) och hade t.ex. buteljering, vinturism och/eller försäljning av bulk till större producenter/vinerier. En del av dessa var medelstora (med varierande areal 50 till 100 hektar), deltagande i mässor och kvalitetskontroll. 70 % av marknaden dominerades av 12 större företag med export och försäljning i större livsmedelskedjor (2019). Den tyska vinsajten Wein plus listar dock endast 307 vinföretag (jan 2024), oklart hur urvalet är gjort.

## Druvor

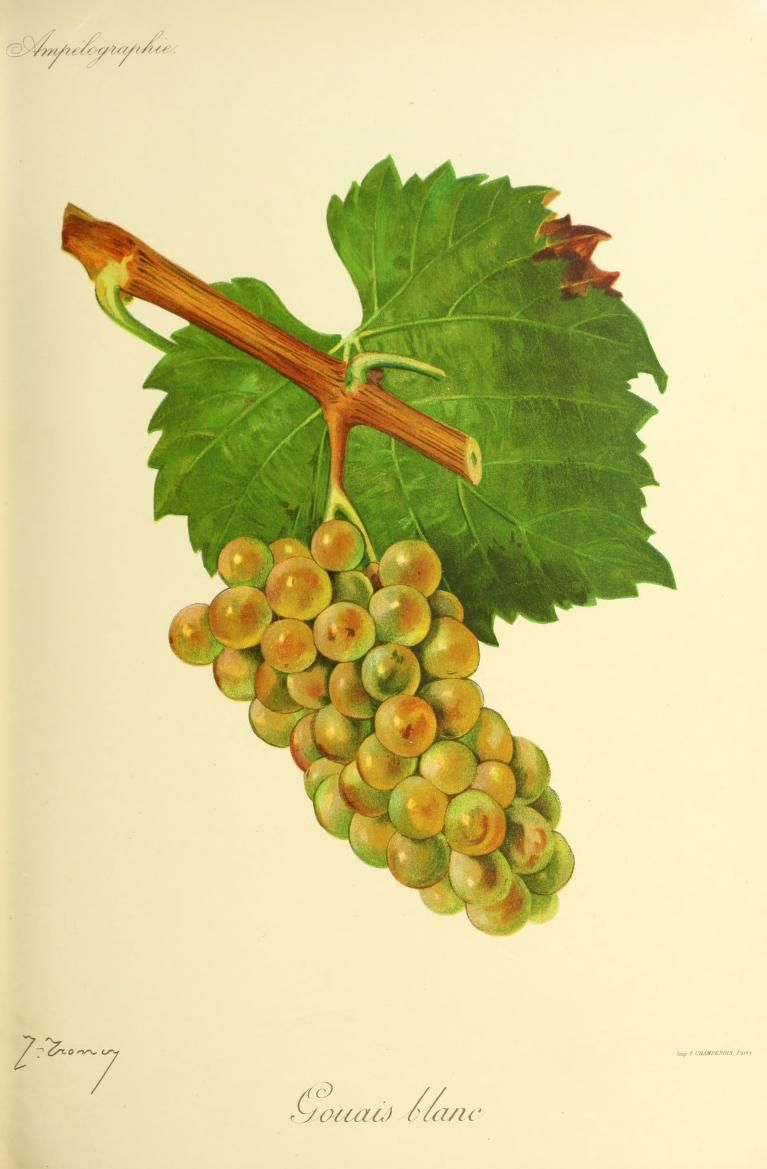
Gouais blanc heter också "den vite hunnern" (Heunish Weiss) och är en druva som är förälder till mer än 70 berömda druvor. Eftersom en del av ungrarna anser sig vara ättlingar till hunnerna är de ganska stolta över denna druva som de menar kom till Ungern med Attila. Den odlas däremot inte då den ger dåliga viner. I Frankrike har den tidvis varit förbjuden. Det är dock ampelografernas druva framför andra och den finns bevarad på ett flertal forskningsinstitut inom vitikultur och oenologi.

95 % av alla druvor som odlas i Ungern blir till vin. 75 % blir vitt vin och 25 % blir rosé och rött. Följande statistik kommer från Institutet för Vitikultur i Ungern om inget annat anges. Statistik presenterad av den svenska vinexperten Britt Karlsson är delvis annorlunda. Något avvikande statistik finns även i andra ungerska källor.
| Sort               | Areal | Anmärkning |
| ------------------ | ----- | --- |
| Bianca             | 5006  | Hybrid, d.v.s. blandning mellan Vitis vinifera och annan Vitis. |
| Cserszegi fűszeres | 4323  | Hybrid som är vanlig i distrikten Hájos-Baja och Pannonhalma. |
| Riesling italico   | 4004  | Vanligen kallad Welschriesling men i Ungern också Olazsrizling. I Kroatien förekommer dessutom namnet Graševina.                                                               |
| Furmint            | 3901  | Äldre ungersk sort som är huvuddruva i Tokaj. |
| Chardonnay         | 2471  | |
| Aletta             | 1786  | Hybrid med gener från Vitis berlandieri, V. rupestris och V. vinifera. Odlades på 1 676 hektar år 2016 och då med en ökande trend. Mycket motståndskraftig mot svampsjukdomar. |
| Irsai Olivér       | 1724  | Korsning med aromatisk muscatliknande smak framtagen i Ungern 1930. |
| Pinot gris         | 1691  | Kom med cisterciensermunkar och heter därför Szürkebarát "gråmunk" i Ungern.                                                                                                   |
| Müller-Thurgau     | 1681  | Korsning mellan sorterna Riesling och Madeleine Royale som togs fram av oenologen Hermann Müller (1850–1927).                                                                  |
| Hárslevelű         | 1638  | Äldre ungersk sort godkänd för Tokaj. |
| Green veltliner    | 1435  | |
| Muscat ottonel     | 1303  | |
| Riesling           | 1297  | Kallad Rhein reisling i Ungern. |
| Chasselas          | 1129  | En druva från Schweiz som odlas för att bli torrt vin eller bordsdruva. |
| Zalagyöngye        | 1014  | Hybrid med gener från Vitis berlandieri, V. rupestris och V. vinifera. Frost- och torktålig.                                                                                   |

Det finns även några äldre lokala sorter som förekommer i odling och bland dem kan nämnas Ezerjó/Cirfandler, Mézesfehér, Kéknyelű, Kövidinka och Leányka. Den rumänsk-moldaviska druvan Kövérsölö odlas också, om än i mycket liten utsträckning. Kövérsölö är dock godkänd i Tokaj.
| Sort                       | Areal |  |  |
| -------------------------- | ----- |  |  |
| Blaufränkisch (Kékfrankos) | 7488  |  |  |
| Cabernet sauvignon         | 2663  |  |  |
| Merlot                     | 2039  |  |  |
| Zweigelt                   | 1723  |  |  |
| Cabernet franc             | 1406  |  |  |
| Pinot Noir                 | 1127  |  |  |

Den förr så vanliga Kadarka odlas också, men inte alls i den utsträckning som varit gällande historiskt. Nu görs vinet Egri Bikavér istället på mer lättodlade druvor bl.a. Blaufränkish, Kekoporto (Blauer Portugieser), Merlot och Cabernet sauvignon.
| Sort                              | Färg | Areal |  |
| --------------------------------- | ---- | ----- |  |
| Blaufränkish / Kékfrankos         | Blå  | 7200  |  |
| Bianca                            | Grön | 5000  |  |
| Cserszegi fűszeres                | Grön | 4000  |  |
| Welschriesling / Riesling italico | Grön | 4000  |  |
| Furmint                           | Grön | 4000  |  |
| Cabernet sauvignon                | Blå  | 2600  |  |
| Chardonnay                        | Grön | 2500  |  |
| Merlot                            | Blå  | 2000  |  |
| Zweigelt                          | Blå  | 1700  |  |
| Müller-Thurgau                    | Grön | 1700  |  |

## Regioner och vindistrikt

Typ av vulkanisk småsten/grus som förekommer i Tokaj. Tillsammans med morgondimma från floderna Bodrog, Tisza, och Hernád, samt soliga eftermiddagar på hösten, skapar detta perfekta förutsättningar för botrytis och de söta gröna druvorna.

Vanligtvis indelas Ungern i tre huvudsakliga vinregioner. Det är dels den stora regionen söder om Budapest som ligger på den stora slätten, Pustan, eller Alföld. Där dominerar sandjord och det blev en viktig vinregion efter vinlusens härjningar, eftersom lusen inte gillar sandjord. Region nummer två är det s.k. Transdanubien, eller området runt Balatonsjön. Norr om sjön är det vulkaniska jordar. Den tredje regionen är den i Nordväst som inbegriper distrikten Eger och Tokaj. I Eger och Tokaj dominerar jordar med vulkaniskt inslag. Det finns några områden till och en annan vanlig indelning omfattar sex regioner. Totalt räknar man med 22 distrikt i Ungern.

Vindistrikt: 17. Kunság 20. Eger och 22. Tokaj

| Distrikt                  | Areal / ha | Anmärkning |
| ------------------------- | ---------- | --- |
| 1. Sopron                 | 1673       | Mest röda viner på Kékfrankos, Pinot noir, Zweigelt och Merlot.                                                                  |
| 2. Somló                  | 564        | Vulkanisk jordart och mycket Furmint. Lokal specialitet är druvan Juhfark (avlång druva vars namn betyder "fårsvans").           |
| 3. Zala                   | 841        | |
| 4. Balatonfelvidék        | 865        | Kullarna norr om Balatonsjön har vulkanisk jordart.                                                                              |
| 5. Badacsony              | 1402       | Enda område som odlar den ungerska gröna druvan Kéknyelű.                                                                        |
| 6. Balatonfüred-Csopak    | 2027       | Norr om Balatonsjön. |
| 7. Délbalaton             | 3420       | Söder om Balatonsjön, ibland kallat Balatonboglár.                                                                               |
| 8. Pannonhalma-Sokoróalja | 639        | Klostret i Pannonhalma har en obruten tradition av vinproduktion sedan det grundades för över 1000 år sedan.                     |
| 9. Mór                    | 582        | |
| 10. Etyek-Buda            | 1587       | Mestadels Pinot noir/blanc, Chardonnay och Sauvignon blanc. Mousserande vin.                                                     |
| 11. Neszmély              | 1081       | (Ászár-Neszmély) |
| 12. Tolna                 | 2422       | |
| 13. Szekszárd             | 2224       | Ett av de mer kända distrikten internationellt.                                                                                  |
| 14. Mecsekalja-Pécs       | 676        | Mest odlade druvan är Ezerjó/Cirfandler.                                                                                         |
| 15. Villány-Siklós        | 2464       | Känt för kraftfulla rödviner och anses av vissa göra det bästa rödvinet i Ungern.                                                |
| 16. Hajós-Baja            | 1855       | Mest utmärkande druvor är Cserszegi Fűszeres, Kékfrankos, Cabernet Sauvignon och Kadarka.                                        |
| 17. Kunság                | 20773      | Pustan (Alföld) som är en del av det pannoniska bäckenet.                                                                        |
| 18. Csongrád              | 1080       | |
| 19. Mátraalja             | 6401       | Huvudsakligen odlas Müller-Thurgau, Olaszrizling och Chardonnay.                                                                 |
| 20. Eger                  | 5609       | Känt för druvan Blaufränkish, vinet Bikavér och vulkanisk mörk lera. Distriktet gör även vita viner på Ezerjó och Királyleányka. |
| 21. Bükkalja              | 1019       | Ofta kallat bara "Bükk". |
| 22. Tokaj-Hegyalja        | 5758       | Känt för sött botrytiserat tokaijervin och druvorna Furmint och Hárslevelű.                                                      |